# Elymandra
Elymandra là một chi thực vật có hoa trong họ Hòa thảo (Poaceae).

## Loài
Chi Elymandra gồm các loài: